# Westfälischer Totleger
Das Westfälische Totlegerhuhn ist eine alte, sehr widerstandsfähige Hühnerrasse, die über 400 Jahre zurückverfolgt werden kann. Es gehört zu den Sprenkelhühnern.

## Eigenschaften

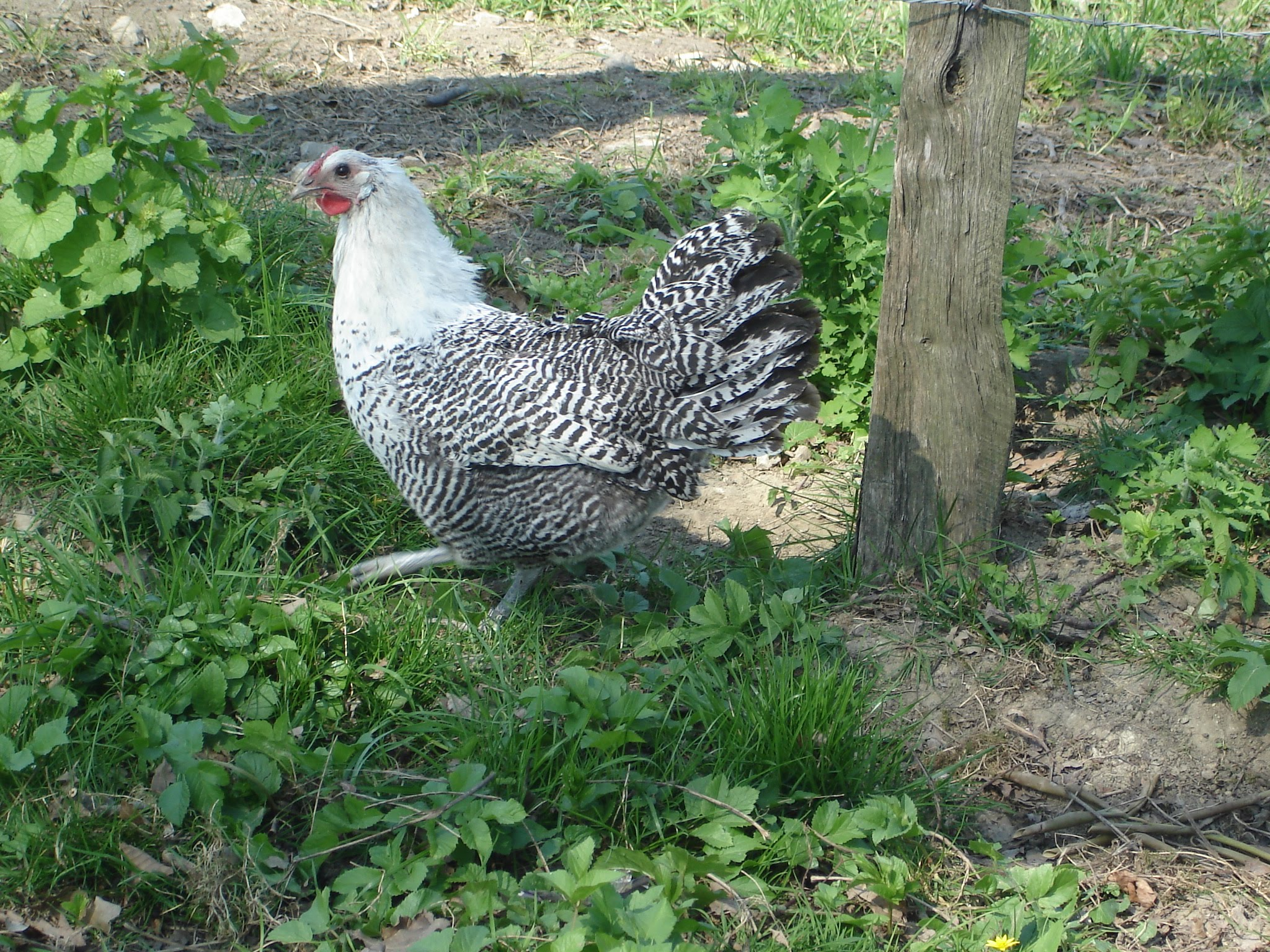
Westfälischer Totleger (Silber)

Das Westfälische Totlegerhuhn hat eine hohe Legeleistung von 180 bis 220 Eiern pro Jahr, ist wetterhart und robust und eignet sich bestens für eine weitläufige Freilandhaltung. Es wird silber- und goldfarben gezüchtet und trägt einen Rosenkamm.

## Name
„Wegen ihrer beachtlichen Legeleistung gab man ihnen auf dem Land den Namen „Alltagsleger“ (alle Tage) oder „Dauerleger“. Unter dem Einfluss der plattdeutschen Sprache wurde der hochdeutsche Begriff zum „Doutleijer“. Aus diesem niederdeutschen Namen wurde „Totleger“. Die Ableitung daraus, dass sich die Hennen „zu Tode legen“, ist nicht länger haltbar.“

## Bestand

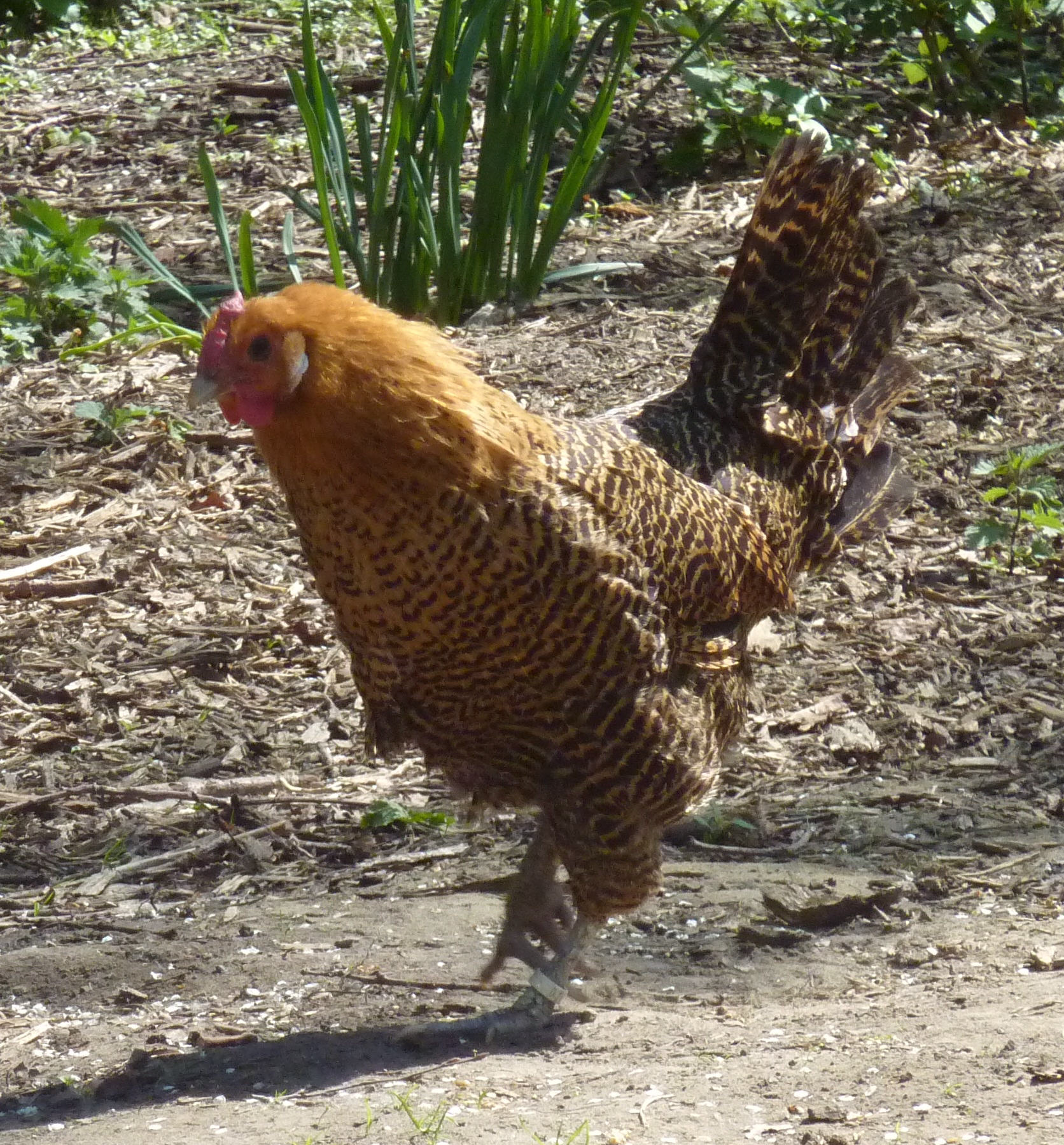
Ein Westfälischer Totleger im Tierbestand des Museumsdorfs Cloppenburg

Heute gibt es noch rund 1000 Tiere in Deutschland. Die Westfälischen Totleger gehören zu den bedrohten Hühnerrassen. Das Westfälische Totlegerhuhn wurde 1994 zusammen mit der Diepholzer Gans und der Pommernente von der Gesellschaft zur Erhaltung alter und gefährdeter Haustierrassen (GEH) zur „Gefährdeten Nutztierrasse des Jahres“ erklärt.